# Lava River Cave (Oregon)

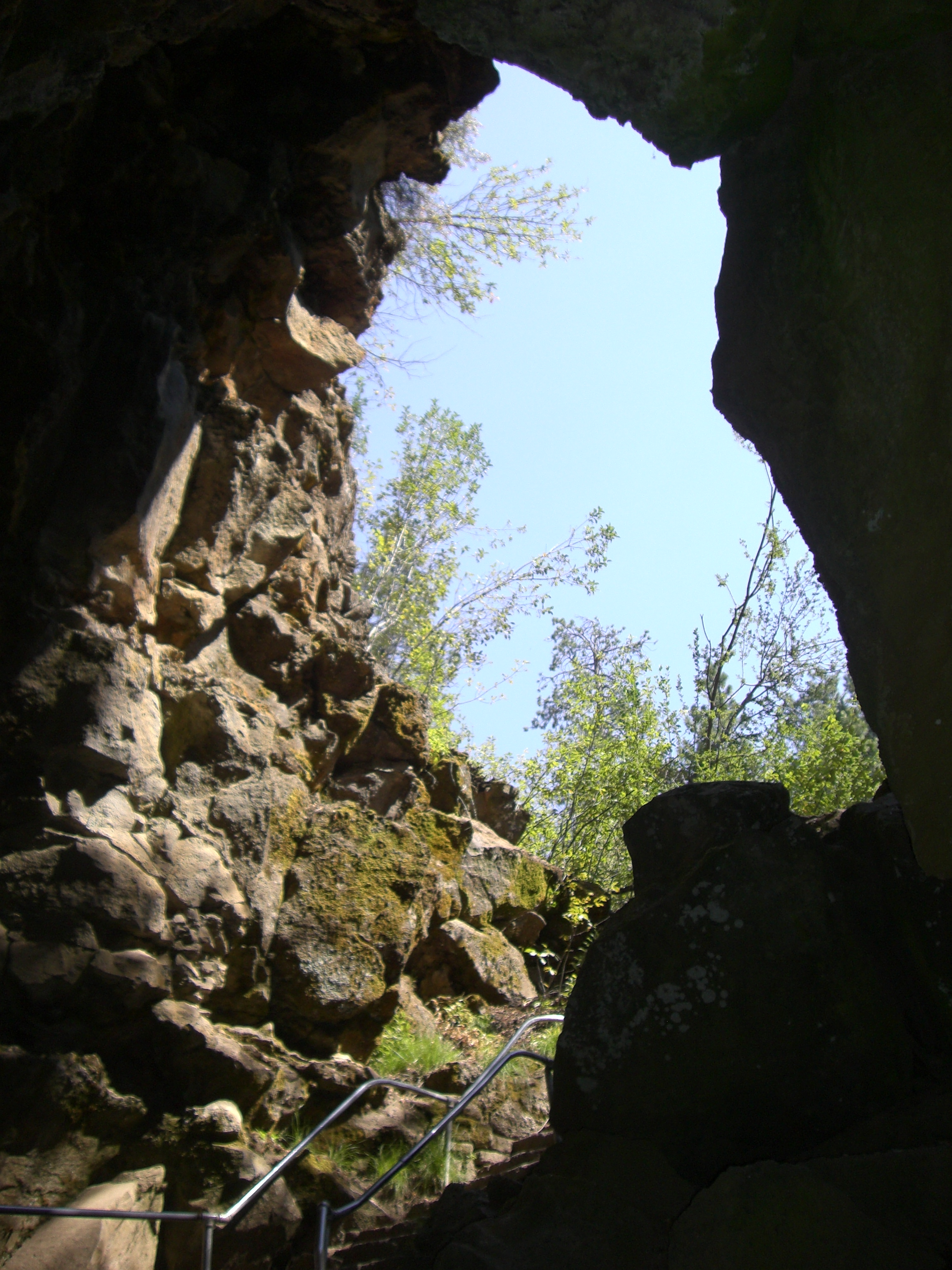
Lava River Cave, 2008

Lava River Cave ist eine Lavaröhre im Newberry National Volcanic Monument in Oregon.
Sie ist ca. 1,6 km lang. Ihre Entdeckung wurde 1889 einem Jäger zugeschrieben, aber seit dem Auffinden von Artefakten aus Obsidian nimmt man an, dass Indianer Nordamerikas schon vorher von ihr wussten. Sie entstand vor ca. 80000 Jahren. Sie liegt auf der Ostseite von U.S. Highway 97 zwischen Bend (Oregon) und La Pine. Sie wird verwaltet vom United States Forest Service.